# A1 Team Deutschland
Das A1 Team Deutschland (engl. Stilisierung: A1Team.Germany) war das deutsche Nationalteam in der A1GP-Serie. Es gewann in der Saison 2006/2007 den Titel.

## Geschichte

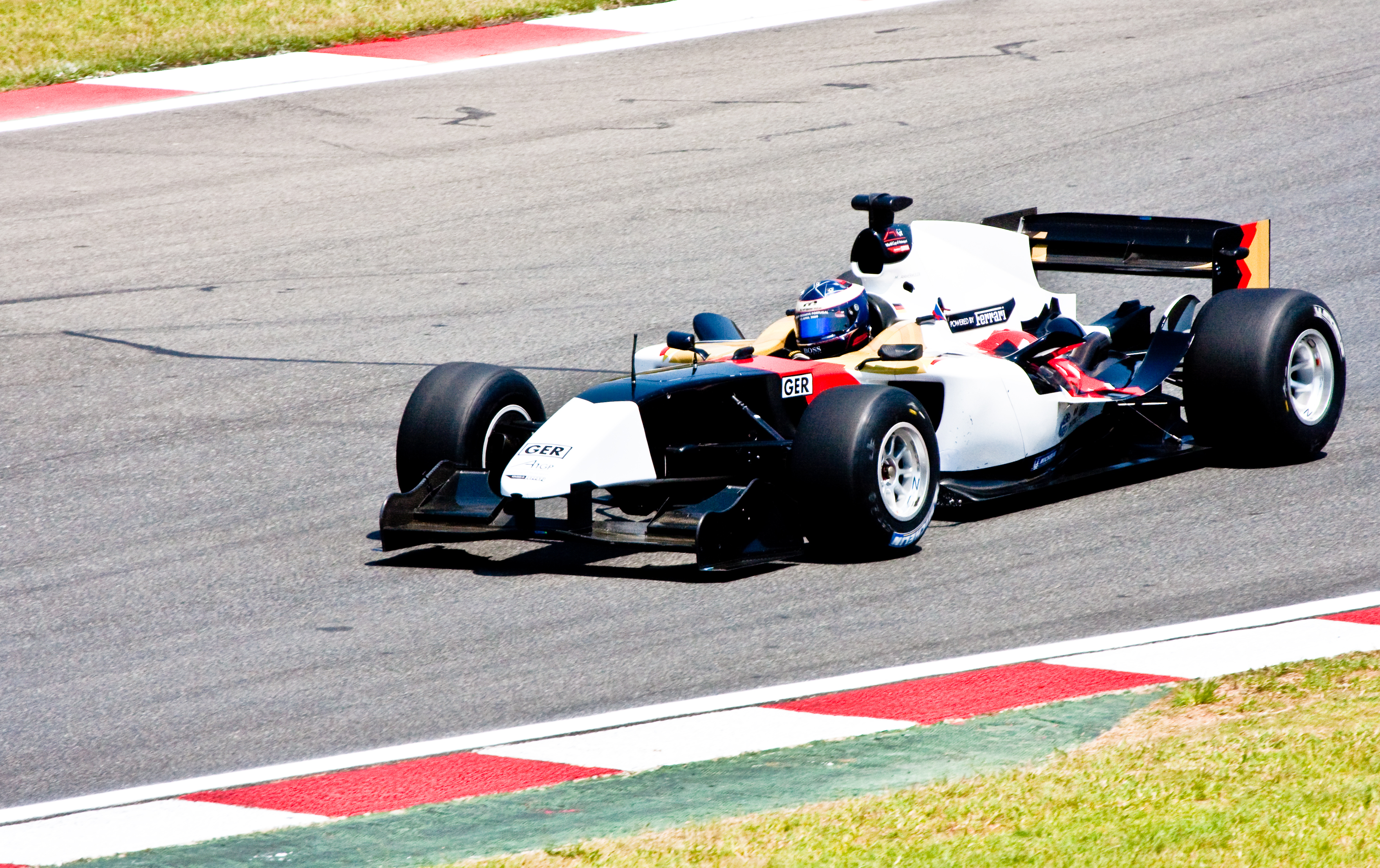
A1 Team Deutschland in Kyalami, Südafrika 2009

Das A1 Team Deutschland wurde von Willi Weber, dem Manager von Michael Schumacher, gegründet; als Rennstall fungierte seit Beginn das britische Team DS Motorsport Ltd von David Sears, welches unter anderem (unter dem Namen Super Nova International) in der GP2-Serie aktiv ist. Ende September 2008 wurde publik, dass Weber sein Engagement als Seatholder beendet hat, woraufhin das Team zunächst nicht mehr in Erscheinung trat. Die Rückkehr auf die Rennstrecke fand, nun unter der Leitung von Rolf Beisswanger und betreut vom deutschen GU-Racing-Team, beim Rennwochenende in Kyalami 2009 statt.
In der ersten Saison waren die Ergebnisse eher mäßig. Zwar konnte bereits bei der Premieren-Veranstaltung in Brands Hatch (Hauptrennen) durch Timo Scheider der erste Punkt eingefahren werden, doch an den folgenden Rennwochenenden blieb eine sichtbare Steigerung weitgehend aus. Oftmals sorgten auch unglückliche Umstände dafür, dass dem Team bessere Platzierungen verwehrt blieben, so etwa beim Rennwochenende in Estoril, als der Niederländer Jos Verstappen dem auf Platz fünf liegenden Adrian Sutil ins Heck fuhr, oder in Durban, als Timo Scheider fünf Runden vor Schluss auf Platz drei liegend die Radaufhängung brach – dem weiteren Rennverlauf nach zu urteilen wäre sogar der erste Sieg möglich gewesen. Mit Platz zwei im Hauptrennen in Laguna Seca durch Timo Scheider konnte schließlich im März 2006 der erste Podestplatz gefeiert werden. Im Endklassement belegte das Team Rang 15 mit 38 Punkten.
In der folgenden Saison lief es für das A1 Team Deutschland wesentlich erfreulicher. Bereits am ersten Rennwochenende in Zandvoort gelang Nico Hülkenberg im Hauptrennen der erste Sieg, dem er beim vierten Saisonlauf in Sepang (Hauptrennen) den zweiten folgen ließ. In Taupo fuhr der 19-Jährige schließlich die erste Pole-Position für das Team heraus, daraufhin gewann er sowohl das Sprint- als auch das Hauptrennen und fuhr zudem noch die schnellste Rennrunde, was 17 Punkten (= Maximalpunktzahl pro Wochenende) entspricht. Dieses „Kunststück“ wiederholte er an den folgenden Rennwochenenden in Eastern Creek und Durban. Bereits nach dem zehnten Saisonlauf in Shanghai war dem deutschen Team der Gewinn der Meisterschaft nicht mehr zu nehmen; beim Saisonabschluss in Brands Hatch konnte Nico Hülkenberg dann im Hauptrennen noch einmal einen Sieg feiern. Mit neun Siegen, drei zweiten, drei dritten Plätzen und insgesamt 128 Punkten gewann das deutsche Team am Ende souverän vor Team Neuseeland und Team Großbritannien. Lediglich nach dem Rennwochenende in Peking hatte es die Gesamtführung kurzfristig an Team Mexiko abgeben müssen.
Die dritte Saison verlief für das Team wechselhaft. Christian Vietoris und Michael Ammermüller traten abwechselnd für Deutschland an und konnten insgesamt zwei Siege feiern. Den ersten erzielte Ammermüller im Sprintrennen in Zhuhai, nachdem er sich zuvor die Pole-Position gesichert hatte, den zweiten Vietoris beim Hauptrennen in Taupo, nachdem er bereits beim Sprintrennen als Zweiter auf dem Podium gestanden hatte. Zu diesen Erfolgen kamen weitere Positionen in den Punkten hinzu, hauptsächlich erzielt durch Christian Vietoris, aber auch zwei Disqualifikationen von Ammermüller. Das Team beendete die Saison als Gesamt-Achter mit 83 Punkten.
In der vierten Saison trat das Team aufgrund der internen Umstrukturierungen zunächst nicht an. Nachdem es in Kyalami sein Comeback gegeben hatte, wurde im Hauptrennen in Portimão mit Platz neun durch André Lotterer das einzige Punkteresultat erzielt. Mit diesen zwei Punkten schloss das Team die Saison auf dem 21. Gesamtrang ab.

## Fahrer

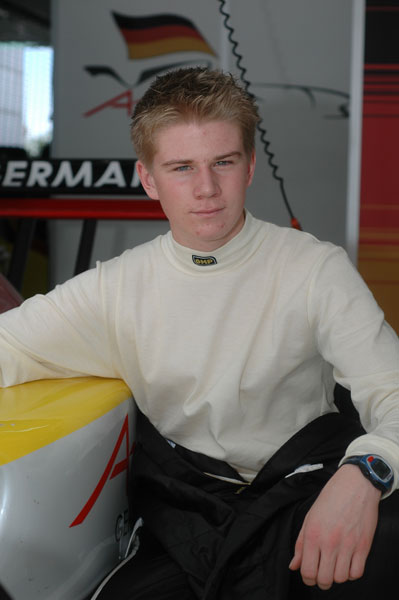
Deutschlands erfolgreichster A1GP-Pilot Nico Hülkenberg 2006 in Sepang

Das A1 Team Deutschland setzte an Rennwochenenden neun verschiedene Fahrer ein, von denen sieben auch an den Rennen selbst teilnahmen.
Erfolgreichster Fahrer des Teams ist Nico Hülkenberg, der sich mit insgesamt neun Einzelsiegen (drei in Sprintrennen, sechs in Hauptrennen) auf Platz drei in der Rekordliste der Serie befindet.

### Übersicht der Fahrer
| Fahrer               | RG | SR | HR | RS | 1. Pl.  | 2. Pl.  | 3. Pl.  | PP | SRR | Pkt. |
| -------------------- | -- | -- | -- | -- | ------- | ------- | ------- | -- | --- | ---- |
| Hülkenberg, Nico     | 20 | 10 | 10 | 3  | 9 (3/6) | 3 (2/1) | 2 (1/1) | 3  | 3   | 126  |
| Scheider, Timo       | 14 | 7  | 7  | -  | 0 (0/0) | 1 (0/1) | 0 (0/0) | 0  | 0   | 38   |
| Ammermüller, Michael | 18 | 9  | 9  | 4  | 1 (1/0) | 0 (0/0) | 0 (0/0) | 1  | 0   | 41   |
| Vietoris, Christian  | 8  | 4  | 4  | 6  | 1 (0/1) | 1 (1/0) | 0 (0/0) | 0  | 1   | 44   |
| Sutil, Adrian        | 6  | 3  | 3  | -  | 0 (0/0) | 0 (0/0) | 0 (0/0) | 0  | 0   | 0    |
| Lotterer, André      | 2  | 1  | 1  | 1  | 0 (0/0) | 0 (0/0) | 0 (0/0) | 0  | 0   | 2    |
| Stahl, Sebastian     | 2  | 1  | 1  | -  | 0 (0/0) | 0 (0/0) | 0 (0/0) | 0  | 0   | 0    |
| Holzer, Marco        | -  | -  | -  | 1  | 0 (0/0) | 0 (0/0) | 0 (0/0) | 0  | 0   | 0    |
| Klein, Michael       | -  | -  | -  | 1  | 0 (0/0) | 0 (0/0) | 0 (0/0) | 0  | 0   | 0    |

Legende: RG = Rennen gesamt; SR = Sprintrennen; HR = Hauptrennen; RS = Rookie-Sessions; PP = Pole-Position; SRR = schnellste Rennrunde

## Ergebnisse
| Saison | 1         | 1         | 2          | 2          | 3       | 3       | 4          | 4          | 5       | 5       | 6          | 6          | 7          | 7          | 8         | 8         | 9         | 9         | 10        | 10        | 11        | 11        | Rang | Punkte |
| ------ | --------- | --------- | ---------- | ---------- | ------- | ------- | ---------- | ---------- | ------- | ------- | ---------- | ---------- | ---------- | ---------- | --------- | --------- | --------- | --------- | --------- | --------- | --------- | --------- | ---- | ------ |
| 05/06  | Brands H. | Brands H. | EuroSpeed. | EuroSpeed. | Estoril | Estoril | Eastern C. | Eastern C. | Sepang  | Sepang  | Dubai      | Dubai      | Durban     | Durban     | Sentul    | Sentul    | Monterrey | Monterrey | Laguna S. | Laguna S. | Shanghai  | Shanghai  | 15.  | 38     |
| 05/06  | 14 SCH    | 10 SCH    | 5 SCH      | 10 SCH     | 12 SUT  | 20 SUT  | 23 SUT     | 22 SUT     | 12 SCH  | 8 SCH   | 22 SUT     | 12 SUT     | 7 SCH      | 11 SCH     | 12 SCH    | 12 SCH    | 8 SCH     | 4 SCH     | 7 SCH     | 2 SCH     | 15 STA    | 18 STA    | 15.  | 38     |
| 06/07  | Zandvoort | Zandvoort | Brno       | Brno       | Peking  | Peking  | Sepang     | Sepang     | Sentul  | Sentul  | Taupo      | Taupo      | Eastern C. | Eastern C. | Durban    | Durban    | Mexiko-S. | Mexiko-S. | Shanghai  | Shanghai  | Brands H. | Brands H. | 1.   | 128    |
| 06/07  | 4 HÜL     | 1 HÜL     | 23 HÜL     | 4 HÜL      | 5 HÜL   | 15 HÜL  | 2 HÜL      | 1 HÜL      | 5 HÜL   | 2 HÜL   | 1 HÜL      | 1 HÜL      | 1 HÜL      | 1 HÜL      | 1 HÜL     | 1 HÜL     | 21 VIE    | 9 VIE     | 3 HÜL     | 3 HÜL     | 2 HÜL     | 1 HÜL     | 1.   | 128    |
| 07/08  | Zandvoort | Zandvoort | Brno       | Brno       | Sepang  | Sepang  | Zhuhai     | Zhuhai     | Taupo   | Taupo   | Eastern C. | Eastern C. | Durban     | Durban     | Mexiko-S. | Mexiko-S. | Shanghai  | Shanghai  | Brands H. | Brands H. | ---       | ---       | 8.   | 83     |
| 07/08  | 6 VIE     | 9 VIE     | 7 VIE      | 8 VIE      | 16 AMM  | DSQ AMM | 1 AMM      | 4 AMM      | 2 VIE   | 1 VIE   | 4 AMM      | 7 AMM      | DSQ AMM    | 20 AMM     | 22 AMM    | 20 AMM    | 6 AMM     | 10 AMM    | 11 AMM    | 19 AMM    |           |           | 8.   | 83     |
| 08/09  | Zandvoort | Zandvoort | Chengdu    | Chengdu    | Sepang  | Sepang  | Taupo      | Taupo      | Kyalami | Kyalami | Algarve    | Algarve    | Brands H.  | Brands H.  | ---       | ---       | ---       | ---       | ---       | ---       | ---       | ---       | 21.  | 2      |
| 08/09  |           |           |            |            |         |         |            |            | 14 AMM  | 11 AMM  | 19 LOT     | 9 LOT      | 11 AMM     | 16 AMM     |           |           |           |           |           |           |           |           | 21.  | 2      |

| Legende  | Legende            | Legende                                                          |
| Farbe    | Abkürzung          | Bedeutung                                                        |
| -------- | ------------------ | ---------------------------------------------------------------- |
| Gold     | –                  | Sieg                                                             |
| Silber   | –                  | 2. Platz                                                         |
| Bronze   | –                  | 3. Platz                                                         |
| Grün     | –                  | Platzierung in den Punkten                                       |
| Blau     | –                  | Klassifiziert außerhalb der Punkteränge                          |
| Violett  | DNF                | Rennen nicht beendet (did not finish)                            |
| Violett  | NC                 | nicht klassifiziert (not classified)                             |
| Rot      | DNQ                | nicht qualifiziert (did not qualify)                             |
| Rot      | DNPQ               | in Vorqualifikation gescheitert (did not pre-qualify)            |
| Schwarz  | DSQ                | disqualifiziert (disqualified)                                   |
| Weiß     | DNS                | nicht am Start (did not start)                                   |
| Weiß     | WD                 | zurückgezogen (withdrawn)                                        |
| Hellblau | PO                 | nur am Training teilgenommen (practiced only)                    |
| Hellblau | TD                 | Freitags-Testfahrer (test driver)                                |
| ohne     | DNP                | nicht am Training teilgenommen (did not practice)                |
| ohne     | INJ                | verletzt oder krank (injured)                                    |
| ohne     | EX                 | ausgeschlossen (excluded)                                        |
| ohne     | DNA                | nicht erschienen (did not arrive)                                |
| ohne     | C                  | Rennen abgesagt (cancelled)                                      |
| ohne     | keine WM-Teilnahme |                                                                  |
| sonstige | P/fett             | Pole-Position                                                    |
| sonstige | 1/2/3/4/5/6/7/8    | Punktplatzierung im Sprint-/Qualifikationsrennen                 |
| sonstige | SR/kursiv          | Schnellste Rennrunde                                             |
| sonstige | *                  | nicht im Ziel, aufgrund der zurückgelegten Distanz aber gewertet |
| sonstige | ()                 | Streichresultate                                                 |
| sonstige | unterstrichen      | Führender in der Gesamtwertung                                   |